# پیتر هاردینگ
پیتر هاردینگ (انگلیسی: Peter Harding; ۲ دسامبر ۱۹۳۳ – ۱۹ اوت ۲۰۲۱) فرد نظامی اهل بریتانیا بود. وی همچنین برندهٔ جوایزی همچون نشان حمام شده‌است.